# Sclerolobium denudatum
Sclerolobium denudatum là một loài loài thực vật họ Đậu (Fabaceae).
Loài này chỉ có ở Brasil.

## Hình ảnh

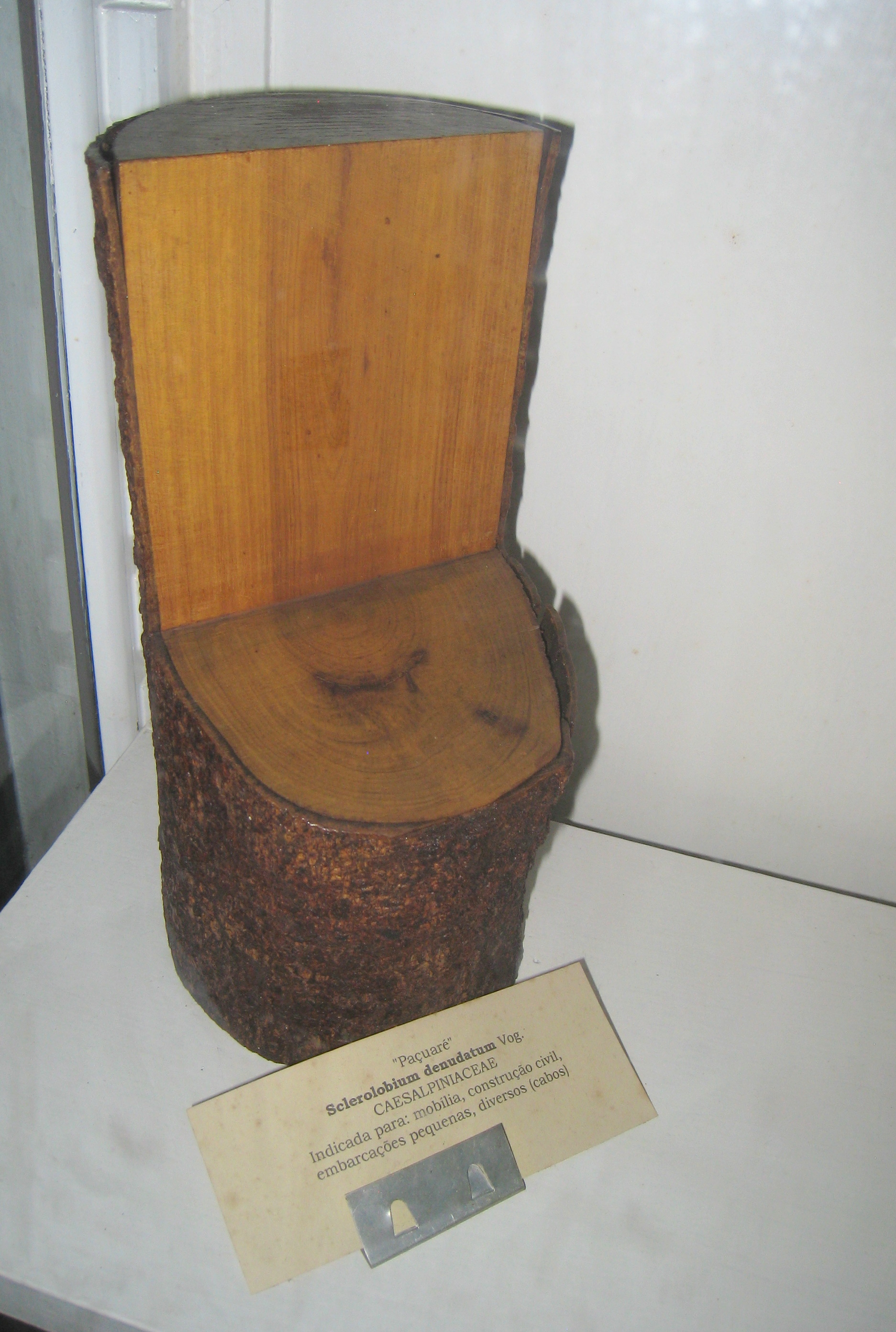